# 野口善男
野口 善男（のぐち よしお、1948年5月5日 - ）は、熊本県出身の元プロ野球選手（内野手）。

## 来歴・人物
菊陽中学校からPL学園高校に進む。1966年の春の選抜に遊撃手として出場するが、1回戦で中京商の加藤英夫投手に抑えられ敗退。中京商はこの大会に優勝し春夏連覇も果たす。同年夏の甲子園府予選では、準々決勝で大鉄高に敗れ甲子園出場を逸する。高校同期にエースの加藤英治、四番打者で一塁手の加藤秀司がいた。
卒業後は法政大学に進学。東京六大学野球リーグでは山中正竹、横山晴久、池田信夫ら好投手を擁し、1969年秋季リーグから3季連続優勝。1970年の全日本大学野球選手権大会に出場するが、準決勝で山口高志投手のいた関大に、選手権記録となる延長20回の熱戦の末に敗退。4年生時には主将としてチームを牽引し、ベストナイン（二塁手）2回受賞。
1970年のドラフト1位で大洋ホエールズに入団。一年目から81試合に出場、うち23試合に遊撃手、二塁手として先発を果たす。同年はジュニアオールスターにも選出された。1973年からは外野手も兼ね、ユーティリティプレイヤーとして活躍するが、打撃面で伸び悩み、代走や守備固めでの起用が多かった。1977年には外野手として10試合に先発出場するが、その後は出場機会が減り、1979年限りで引退。
1977年4月29日に行われた川崎球場での阪神タイガース戦で、阪神の佐野仙好が守備の際に重傷を負ったシーンでの同点ランナー（代走出場、清水透の犠飛で生還した1塁走者。1塁走者が生還した犠飛として唯一の事例）として知られる。
引退後は球団スタッフを経て、横浜ベイスターズ球団取締役に就任。時の球団社長であった大堀隆から絶大なる信頼を得てチーム編成の決定権を握り、「事実上のGM」ともいわれた。
権藤博がチーフバッテリーコーチから昇格して監督に就任した1997年オフ、プロ野球脱税事件で波留敏夫が1998年の開幕から出場停止処分を受けることが確実視され、権藤は代役となる外野手として、かつて投手コーチとして所属した近鉄バファローズの中根仁の獲得を希望した。中根は横浜の絶対的守護神佐々木主浩のお目付け役としても期待され（中根は東北高校で佐々木の1年先輩）、また野口自身にとっても法大の後輩であったが、獲得は困難を極めた。野口は横浜で2年連続開幕投手を務めた盛田幸妃の放出を決断。盛田との交換トレードで入団した中根は、同年の横浜のリーグ優勝や日本シリーズ制覇に大きく貢献した。
球団側の編成部の見直しに伴い、2003年をもって退団し、関連会社の役員に就任した。

## 詳細情報

### 年度別打撃成績
| 年 度     | 球 団     | 試 合 | 打 席 | 打 数 | 得 点 | 安 打 | 二 塁 打 | 三 塁 打 | 本 塁 打 | 塁 打 | 打 点 | 盗 塁 | 盗 塁 死 | 犠 打 | 犠 飛 | 四 球 | 敬 遠 | 死 球 | 三 振 | 併 殺 打 | 打 率 | 出 塁 率 | 長 打 率 | O P S |
| --------- | --------- | ----- | ----- | ----- | ----- | ----- | -------- | -------- | -------- | ----- | ----- | ----- | -------- | ----- | ----- | ----- | ----- | ----- | ----- | -------- | ----- | -------- | -------- | ----- |
| 1971      | 大洋      | 81    | 102   | 92    | 20    | 11    | 2        | 1        | 2        | 21    | 7     | 14    | 5        | 3     | 0     | 7     | 0     | 0     | 20    | 0        | .120  | .182     | .228     | .410  |
| 1972      | 大洋      | 46    | 26    | 22    | 8     | 3     | 0        | 0        | 0        | 3     | 0     | 8     | 3        | 0     | 0     | 3     | 0     | 1     | 9     | 1        | .136  | .269     | .136     | .406  |
| 1973      | 大洋      | 37    | 7     | 6     | 10    | 1     | 0        | 0        | 0        | 1     | 0     | 9     | 3        | 0     | 0     | 1     | 0     | 0     | 1     | 1        | .167  | .286     | .167     | .452  |
| 1974      | 大洋      | 43    | 21    | 19    | 8     | 3     | 0        | 0        | 0        | 3     | 0     | 8     | 4        | 0     | 0     | 2     | 0     | 0     | 5     | 1        | .158  | .238     | .158     | .396  |
| 1975      | 大洋      | 41    | 8     | 6     | 10    | 0     | 0        | 0        | 0        | 0     | 0     | 3     | 1        | 1     | 0     | 1     | 0     | 0     | 3     | 0        | .000  | .143     | .000     | .143  |
| 1976      | 大洋      | 38    | 20    | 19    | 6     | 3     | 0        | 0        | 0        | 3     | 1     | 1     | 0        | 0     | 0     | 0     | 0     | 1     | 8     | 1        | .158  | .200     | .158     | .358  |
| 1977      | 大洋      | 71    | 67    | 57    | 14    | 12    | 2        | 0        | 0        | 14    | 2     | 12    | 3        | 5     | 0     | 5     | 0     | 0     | 12    | 3        | .211  | .274     | .246     | .520  |
| 1978      | 大洋      | 65    | 31    | 25    | 12    | 4     | 2        | 0        | 0        | 6     | 1     | 7     | 5        | 3     | 0     | 3     | 0     | 0     | 7     | 1        | .160  | .250     | .240     | .490  |
| 1979      | 大洋      | 25    | 8     | 7     | 2     | 1     | 0        | 0        | 0        | 1     | 0     | 1     | 0        | 1     | 0     | 0     | 0     | 0     | 2     | 0        | .143  | .143     | .143     | .286  |
| 通算：9年 | 通算：9年 | 447   | 290   | 253   | 90    | 38    | 6        | 1        | 2        | 52    | 11    | 63    | 24       | 13    | 0     | 22    | 0     | 2     | 67    | 8        | .150  | .224     | .206     | .429  |

### 記録
- 初出場・初先発出場：1971年4月10日、対ヤクルトアトムズ1回戦（川崎球場）、8番・遊撃手で先発出場
- 初打席：同上、3回裏に松岡弘から中飛
- 初盗塁：1971年5月15日、対広島東洋カープ7回戦（広島市民球場）、9回表に二盗（投手：宮本洋二郎、捕手：久保祥次）
- 初安打・初打点：1971年6月19日、対広島東洋カープ13回戦（広島市民球場）、2回表に佐伯和司から左前先制適時打
- 初本塁打：1971年7月29日、対阪神タイガース15回戦（川崎球場）、7回裏に上田二郎から2ラン

### 背番号
- 3 （1971年 - 1979年）